# Призрачная линия

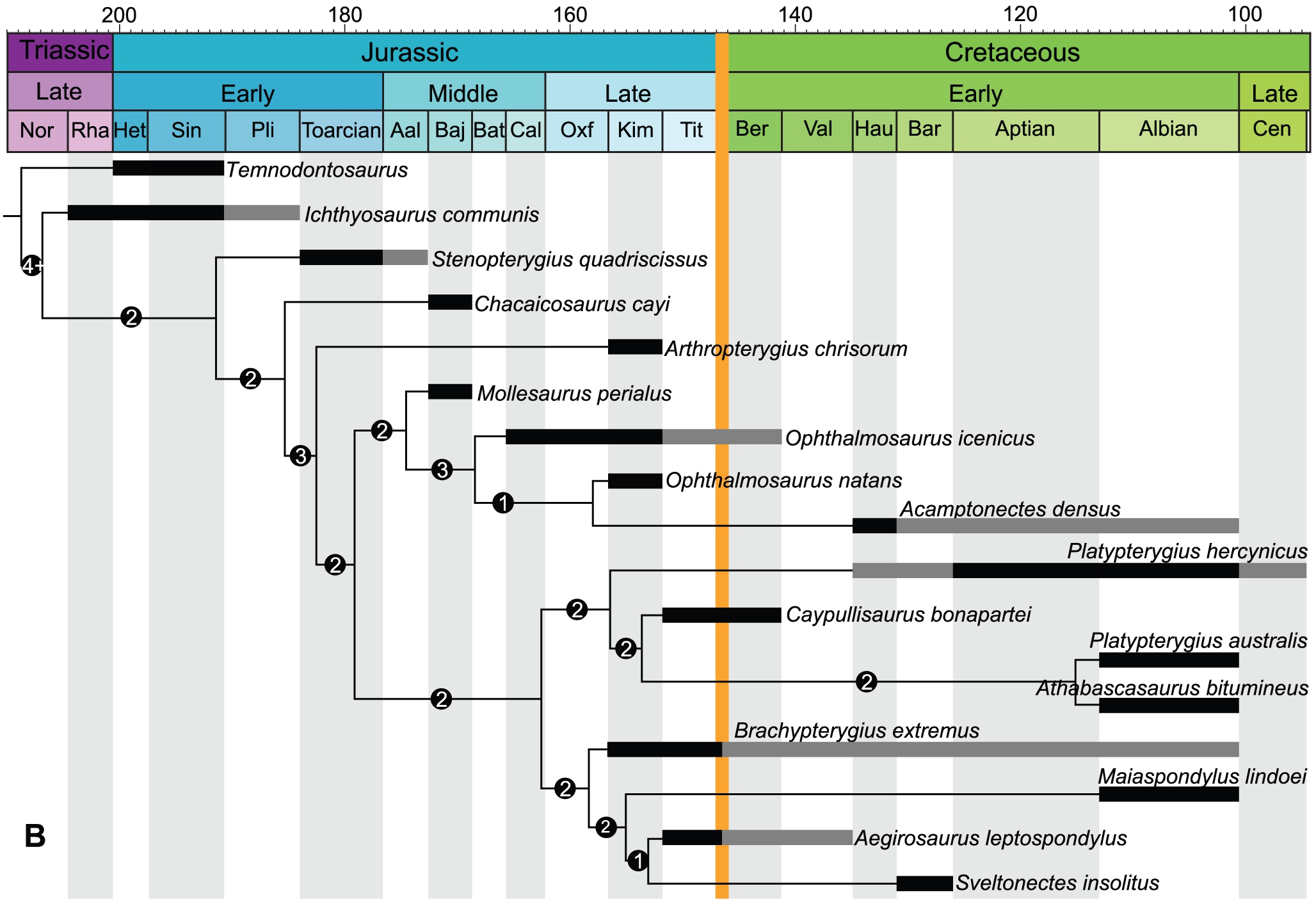
Филогения ихтиозавров. Толстые горизонтальные линии означают существование летописи окаменелостей для соответствующего времени и таксонов, тонкие линии представляют собой линии-призраки

Призрачная линия — палеонтологический термин, означающий филогенетическую линию, чьё существование предполагается, но не имеет ископаемых доказательств. Другими словами, это цепочка произошедших друг от друга форм, на существование которой есть лишь косвенные указания.
Название и концепция принадлежат палеонтологу Марку Нореллу. В 1992 году он дал такое описание этой концепции: «Эти дополнительные существа — это таксоны (группы), которые, по прогнозам, находятся внутри ветвящейся структуры филогенетических деревьев ... Я называю их призрачными линиями, поскольку они не видны в летописи окаменелостей.» В нескольких последующих статьях Норелл уточнил определение.

## Примеры

Примеры «пробелов» в летописи окаменелостей животных, имеющих твёрдые части тела

В палеонтологической летописи некоторых групп организмов есть пробелы. Эти группы могут быть близки к другим современным или ископаемым группам, однако ископаемых остатков, проливающих свет на их родственные связи, нет. Классическим примером такой группы являются целакантообразные — рыбы, близкие к двоякодышащим рыбам и примитивным четвероногим. Ископаемых остатков целакантообразных за последние 80 млн лет не найдено, хотя эти рыбы существовали всё это время и продолжают существовать в наши дни (латимерия). Таким образом, филогенетическая линия целакантов на протяжении последних 80 млн лет является призрачной. Причиной этому могут являться места их обитания: глубоководные районы вблизи вулканических островов. Ещё одним примером являются тероподы группы Averostra, призрачная линия которых значительно укоротилась благодаря открытию Tachiraptor.